# جون أوتو (دراج)
جون أوتو (بالإنجليزية: John Otto)‏ هو دراج أمريكي، ولد في 4 نوفمبر 1900 في نيوآرك في الولايات المتحدة، وتوفي في 1 أبريل 1966 في إيرفينغتون ‏ في الولايات المتحدة.

## وصلات خارجية
- جون أوتو على موقع إحصائيات الدراجات الإحترافية (الإنجليزية)
- جون أوتو على موقع أوليمبيديا (الإنجليزية)